# (4746) Doi
(4746) Doi es un asteroide perteneciente al cinturón exterior de asteroides descubierto por Kazuro Watanabe y Atsushi Takahashi desde el Observatorio de Kitami, Japón, el 9 de octubre de 1989.

## Designación y nombre
Doi se designó inicialmente como 1989 TP1.
Posteriormente, en 1992, fue nombrado en honor del astrónomo japonés Takao Doi.

## Características orbitales
Doi está situado a una distancia media de 3,214 ua del Sol, pudiendo acercarse hasta 2,662 ua y alejarse hasta 3,767 ua. Su inclinación orbital es 0,8834 grados y la excentricidad 0,1719. Emplea 2105 días en completar una órbita alrededor del Sol.

## Características físicas
La magnitud absoluta de Doi es 12,1.